# موتو جي بي 4
موتو جي بي 4 (بالإنجليزية: MotoGP 4)‏ ، هي لعبة إلكترونية من نوع رياضة الدراجات النارية، أنتجت عام 2006م.

## وصلات خارجية
- موتو جي بي 4 في موقع جيم سبوت
- لعبة موتو جي بي 4 عبر بلاي ستيشن 2